# Эдер, Сильвия
Си́львия Э́дер (нем. Sylvia Eder; род. 24 августа 1965, Санкт-Иоганн-ин-Тироль) — австрийская горнолыжница, выступавшая в скоростном спуске, слаломе, гигантском слаломе, супергиганте и комбинации. Представляла сборную Австрии по горнолыжному спорту в 1981—1995 годах, трёхкратная серебряная призёрка чемпионатов мира, победительница двух этапов Кубка мира, семикратная чемпионка австрийского национального первенства, участница четырёх зимних Олимпийских игр.

## Биография
Сильвия Эдер родилась 24 августа 1965 года в ярмарочной коммуне Санкт-Иоганн-ин-Тироль, детство провела в Леоганге, где и начала серьёзно заниматься горнолыжным спортом, в частности состояла в местном одноимённом клубе SC Leogang.
Впервые заявила о себе в 1981 году, когда вошла в состав австрийской национальной сборной и побывала на чемпионате Европы среди юниоров в словенском Шкофья-Лока, откуда привезла награды золотого и бронзового достоинства, выигранные в комбинации и скоростном спуске соответственно. В том же сезоне дебютировала в зачёте Кубка мира по горнолыжному спорту.
В 1982 году выиграла серебряную медаль в комбинации на юниорском чемпионате мира в Ороне, одержала победу в скоростном спуске на домашнем этапе Кубка мира в Бадгастайне и выступила на взрослом мировом первенстве в Шладминге, где показала в скоростном спуске восемнадцатый результат.
Благодаря череде удачных выступлений удостоилась права защищать честь страны на зимних Олимпийских играх 1984 года в Сараево — финишировала здесь тринадцатой в скоростном спуске и заняла 34 место в гигантском слаломе.
На чемпионате мира 1985 года в Бормио закрыла десятку сильнейших в скоростном спуске, стала двенадцатой в слаломе, тогда как в комбинации оказалась на второй позиции, пропустив вперёд только титулованную швейцарку Эрику Хесс, и тем самым завоевала серебряную медаль. Два года спустя на аналогичных соревнованиях в Кран-Монтане повторила это достижение, вновь уступила в комбинации Эрике Хесс.
Находясь в числе лидеров горнолыжной команды Австрии, благополучно прошла отбор на Олимпийские игры 1988 года в Калгари — на сей раз заняла 25 место в супергиганте и показала двенадцатый результат в комбинации.
В 1991 году выступила на домашнем мировом первенстве в Зальбах-Хинтерглеме, где финишировала пятнадцатой в гигантском слаломе и седьмой в супергиганте.
Представляла страну на Олимпийских играх 1992 года в Альбервиле — стартовала здесь исключительно в гигантском слаломе, расположившись в данной дисциплине на девятой строке.
На чемпионате мира 1993 года в Мориоке стала в гигантском слаломе тринадцатой, в то время как в супергиганте выиграла серебряную медаль — лучше неё финишировала только немка Катя Зайцингер.
В 1994 году отправилась выступать на Олимпийских играх в Лиллехаммере, где заняла 14 и 15 места в гигантском слаломе и супергиганте соответственно.
Спустя 13 лет после своей первой победы на Кубке мира, в декабре 1994 года Эдер выиграла этап в американском Вейле — на этот раз в программе супергиганта.
Впоследствии оставалась действующей спортсменкой вплоть до 1995 года. В течение своей длительной спортивной карьеры в общей сложности 11 раз поднималась на подиум этапов Кубка мира, в том числе два этапа выиграла. Ей так и не удалось завоевать Хрустальный глобус, но в одном из сезонов она была второй в итоговом зачёте супергиганта. Наивысшая позиция в общем зачёте всех дисциплин — 16 место. Является, помимо всего прочего, семикратной чемпионкой Австрии в различных горнолыжных дисциплинах.
Её младшая сестра Эльфи Эдер тоже стала достаточно известной горнолыжницей, побеждала на этапах Кубка мира, входила в число призёров на Олимпийских играх и чемпионате мира.